# ولکل

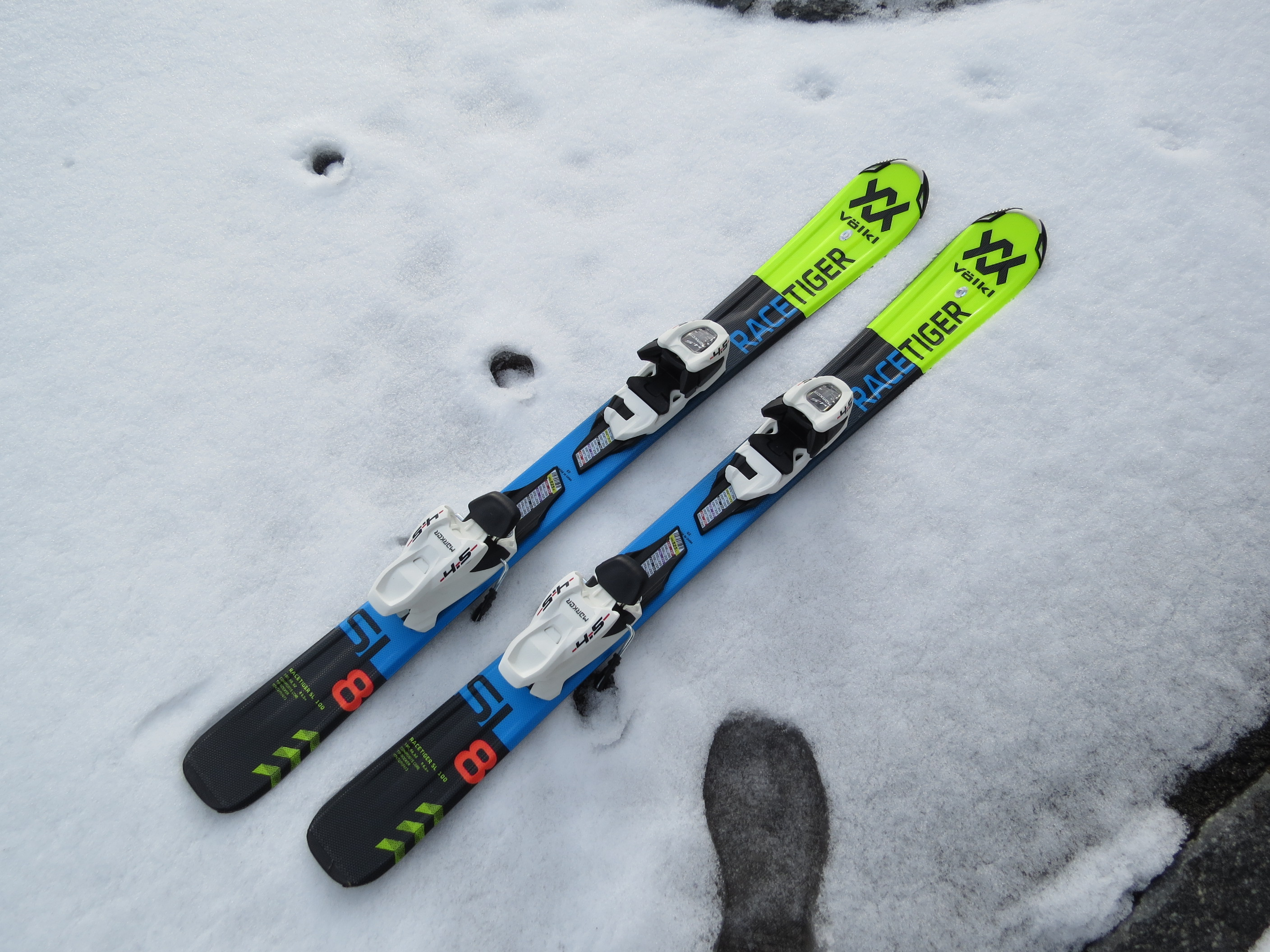
اسکی Völkl

شرکت ولکل، Völkl Ski International، GmbH , (تلفظ آلمانی: [fœlkl]) یک شرکت تولید تجهیزات ورزشی است که مقر آن در آلمان است. این شرکت در ابتدا اسکی تولید می‌کرد، اما هم‌اکنون خط تولید خود را به اسنوبرد، لباس‌های ورزشی و تجهیزات تنیس نیز گسترش داده‌است. شعبه آمریکایی ولکل به همراه تولیدکننده بایندینگ متعلق به این شرکت با برند مارکر، در لبنان در نیوهمشایر واقع شده‌است. در سال ۲۰۱۵ شرکت ولکل برند تولیدکننده چکمه‌های اسکی Dalbello را نیز خریداری کرد.

### تیم مسابقه اسکی ولکل
- جنس بیگ مارک
- آندره فیشباچر
- مانفرد پرانگر
- استیفانو گروس
- لورن راس
- نولان کسپر

### تیم فری اسکی
- Ingrid Backstrom
- Russ Henshaw
- Ahmet Dadali
- Andrea Binning
- Ane Enderud
- Caja Schöpf
- Emilia Wint
- Emma Dalhstrom
- Grete Eliassen
- Janina Kuzma
- Jen Hudak
- Jeremy Pancras
- Markus Eder
- Nick Goepper
- Nico Zacek
- Paddy Graham
- Oscar Scherlin
- Pekka Hyysalo
- Sam Smoothy
- Stian Hagen
- Virginie Faivre
- Thomas Dolpads
- Matt Phillipi
- Ted Davenport
- Thomas Hlawitschka
- Walter Wood
- Matt Reardon
- Per Jonsson
- Warren Smith
- Ian Mac Intosh
- Flo Wieser
- Tanner Rainville
- Dash Longe
- Ian McIntosh
- Matt Philippe
- Lyman Currier
- Maddie Bowman
- Sierra Quitiquit
- Jess McMillan
- Alex Beaulieu-Marchand
- Øystein Bråten

## ولکل در تنیس حرفه ای
راکت تنیس ولکل توسط بازیکنانی چون Boris Becker، Michael Stich، Sergi Bruguera، Petr Korda و Jana Novotna استقاده شده‌است. لیست بازیکنان فعلی شامل استفانی وگل، لیزل هوبر، لورا سیگموند و بسیاری دیگر از بازیکنان ارشد و جونیور در تور است.